# Peter von Coimbra

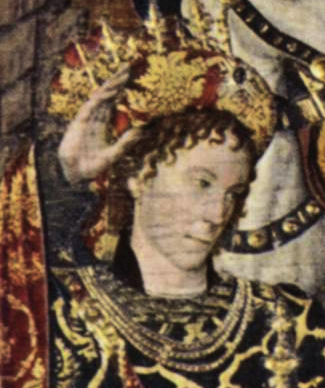
Condestável Dom Pedro erhob Anspruch auf die Thronfolge von Aragón und wurde auch 1463 während des Katalanischen Bürgerkriegs (1462–1472) zum König Peter V. von Aragón und Grafen von Katalonien ausgerufen.

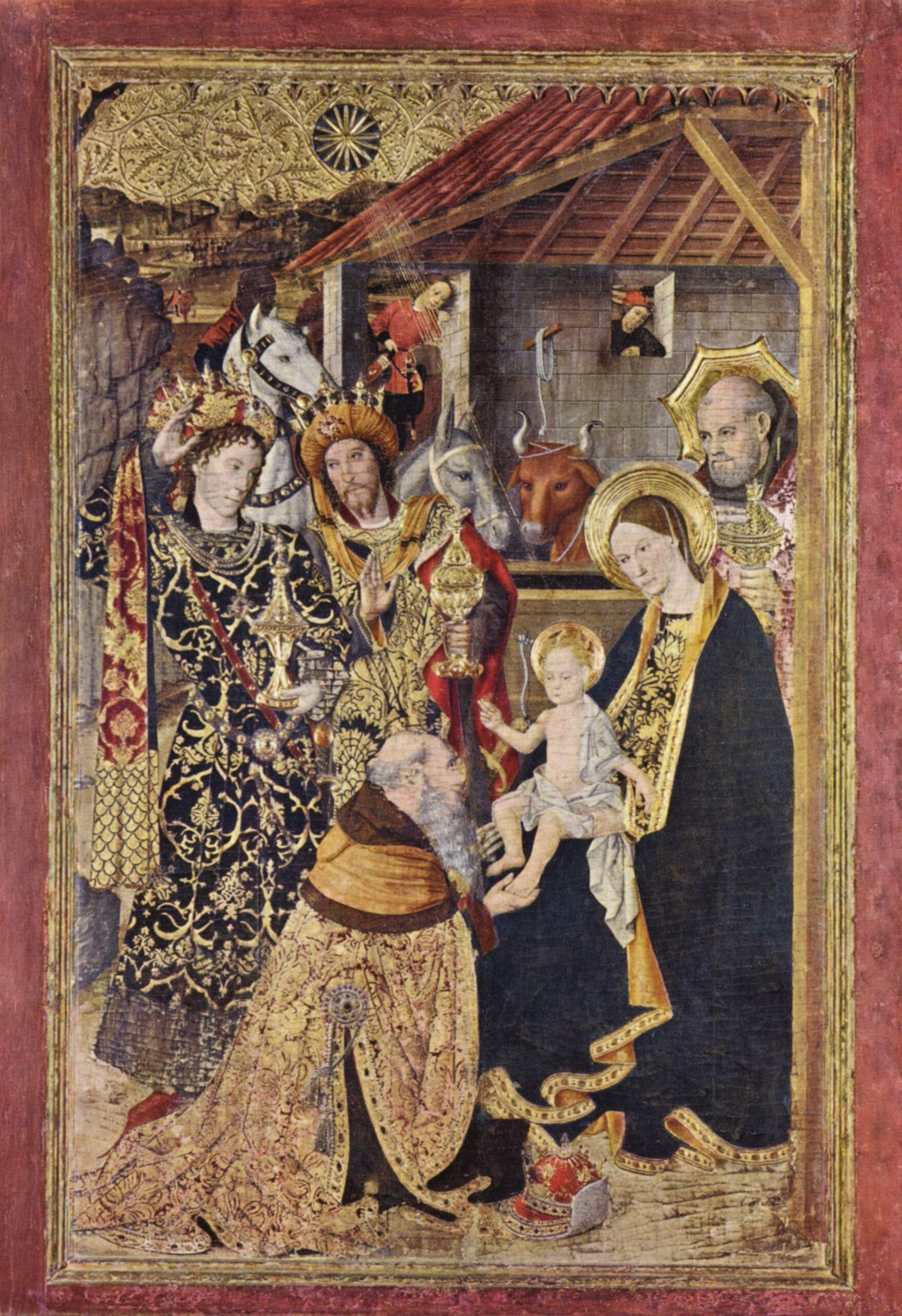
Retablo del Condestable, auch Retablo de la Epifanía, Mitteltafel: Anbetung der Heiligen drei Könige, in der Palastkapelle Santa Àgata, direkt neben dem Palau Reial Major in Barcelona. D. Pedro ist links dargestellt, als einer der Heiligen Drei Könige. Ein außergewöhnliches Retabel von Jaume Huguet aus dem Jahr 1464, Tempera auf Holz (673 × 368 cm).

Peter von Coimbra, auf Portugiesisch Dom Pedro de Coimbra, Condestável de Portugal, auf Katalanisch Pere el Conestable de Portugal (* 1429; † 30. Juni 1466 in Granollers, in der katalanischen Grafschaft Barcelona) war ein portugiesischer Politiker, Militär, Prosaschriftsteller und Dichter aus dem Haus Avis. Während des Krieges (1462–1472) der Katalanen gegen Johann II. von Aragón wurde er von den katalanischen Institutionen zum Grafen von Barcelona ausgerufen und auch zum König von Aragón (als Peter V.) und Valencia (als Peter III.), zum Grafen von Barcelona (als Peter IV.) sowie zum Herrn von Mallorca und Cerdanya ernannt.

## Leben
Peter war der älteste Sohn des Infanten Peter von Portugal, dem ersten Herzog von Coimbra, aus dem Haus Avis und dessen Ehefrau Isabella von Urgell, Tochter des katalanischen Herzogs Jakob II. von Urgell aus dem Haus Barcelona.
Nach dem Tod des Königs Eduard von Portugal, dem Großvater Peters, machte sich Peters Vater Peter von Portugal zum Vormund des damals sechsjährigen Königs Alfons V.
Nach dem Tod seines Onkels, des Infanten Johann von Portugal (1400 – 1442), wurde Peter im Jahr 1444 im Alter von 15 Jahren Großmeister des Ritterordens von Avis. 1449 wurde er auf Betreiben seines Vaters in den Rang des Condestável von Portugal erhoben, den höchster Rang nach dem König. Der Condestável war in Abwesenheit des Königs der Oberbefehlshaber der königlichen Streitkräfte. Es war das höchste militärische Amt in Portugal. Seine Ernennung erhielt er im Mosteiro de São Jorge de Coimbra durch die Hand des Infanten Heinrich der Seefahrer.
Als Peter von Portugal die Vormundschaft für Alfons V. auch nach dessen Volljährigkeit nicht aufgeben wollte, kam es zu Kämpfen zwischen Alfons V. und Peter von Portugal. In der Schlacht von Alfarrobeira 1449 siegte Alfons. Peter von Portugal wurde in der Schlacht getötet. Mit anderen Anhängern seines Vaters begab sich Peter von Coimbra ins Exil nach Kastilien, wo er bis 1457 lebte. In dieser Zeit widmete er sich der Literatur und lernte Kastilisch. Danach söhnte er sich mit seinem Vetter und Schwager König Alfons aus, der ihn zu einem der königlichen Räte ernannte. Im Jahr 1458 nahm er an der Seite des Königs an der Eroberung von Alcácer-Ceguer (heute Ksar es-Seghir) teil und beteiligte sich auch an weiteren Kämpfen in Marokko.
Nachdem Heinrich IV. von Kastilien auf seine Ansprüche auf die Regierung der Länder der Krone von Aragón verzichtet hatte, boten im Jahre 1463 die katalanischen Institutionen (die Generalitat de Catalunya und der Consell de Cent (‚Rat der Hundert‘) von Barcelona) - die sich im Bürgerkrieg gegen Johann II. von Aragón aus Haus Trastámara befanden - Peter die Herrschaft an, da Peter sowohl ein Enkel von Jakob II. dem Unglücklichen, Grafen von Urgell, als auch ein Urenkel von Peter IV. von Aragón war.

### Regierungszeit (1464–1466)

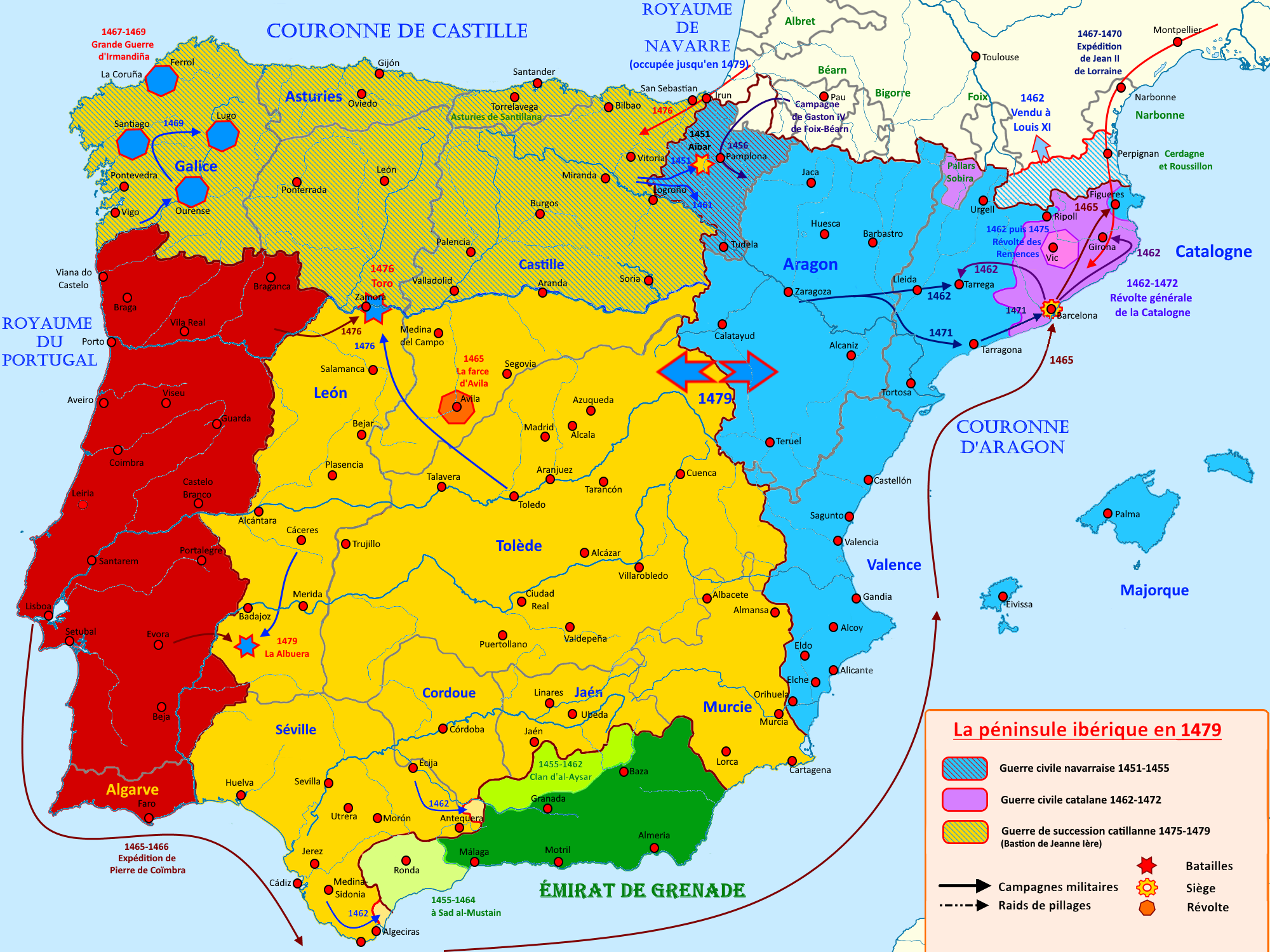
Katalanischer Bürgerkrieg (1462–1472)

Peter akzeptierte das Angebot, schiffte sich ein und landete mit einer kleinen Schar von Anhängern im Januar 1464 in Katalonien. Oberbefehlshaber seiner Anhänger und sein persönlicher Vertrauter war der Avis-Ritter Diogo de Azambuja, der später als Seefahrer an der westafrikanischen Küste Bekanntheit erlangte. Vom portugiesischen König in seinen Bestrebungen nicht unterstützt, waren es hauptsächlich die Ritter des Ordens von Avis, die die Intervention Peters in Katalonien, wo er unter dem Namen Peter, der Condestável von Portugal bekannt wurde, absicherten. Peter führte, neben seinen portugiesischen Titeln, mit der Unterstützung katalanischer Institutionen auch den eines Grafen von Barcelona und als Peter V. den eines Königs von Aragón, Sizilien, Valencia, Mallorca, Sardinien und Korsika.

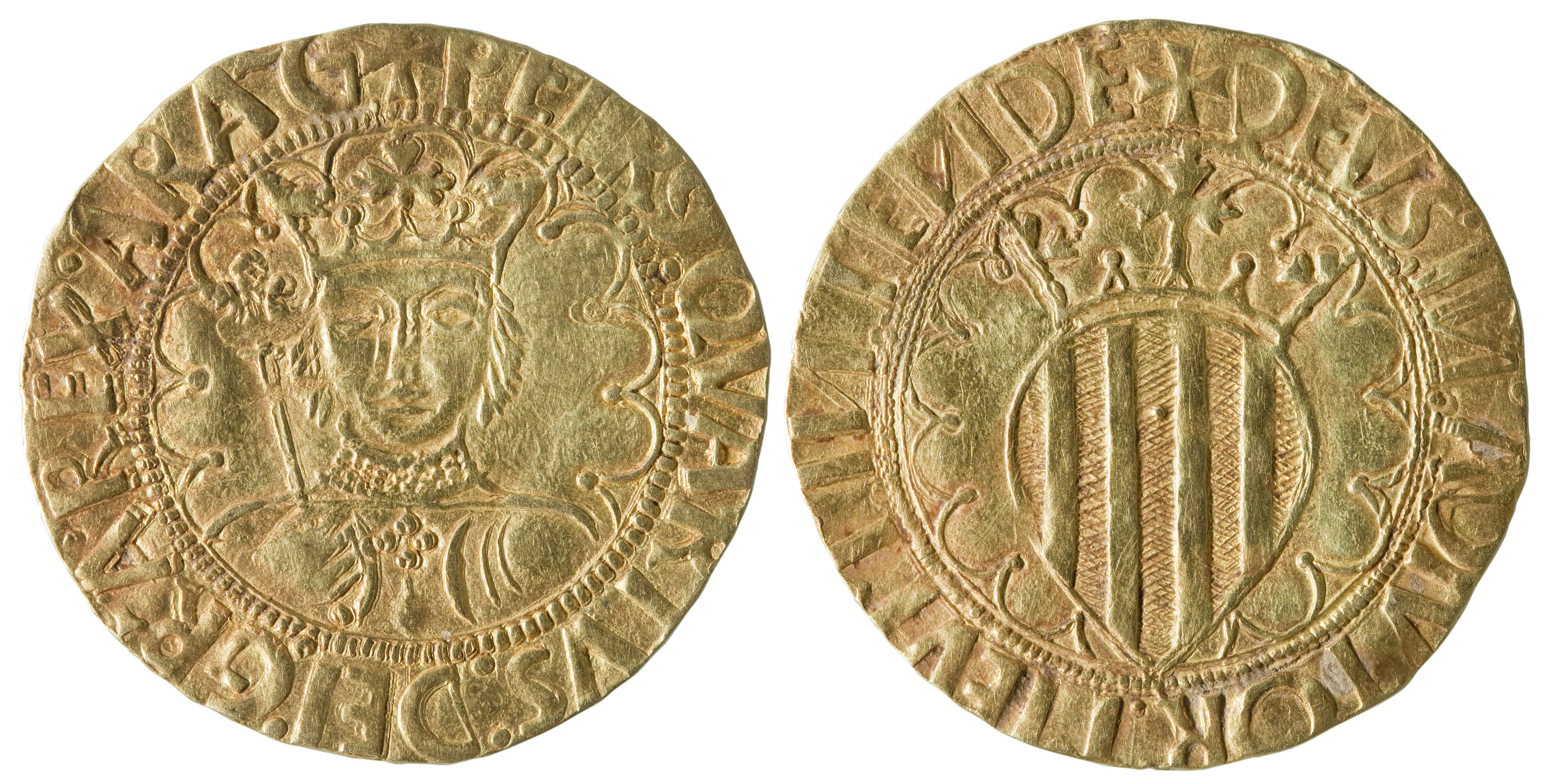
Pacífic d’or de Barcelona - katalanische Goldmünze, geprägt von Peter IV, heute im Museu Nacional d’Art de Catalunya.

Sobald er im Januar 1464 eintraf, prägte er als neuer Souverän Münzen und bestellte ein neues Flügelretabel für die Kapelle des Königspalastes. Das dort eingezogene Retablo del Condestable (Retabel des Conestable) gilt als Meisterwerk der katalanischen Gotik des Malers Jaume Huguet und befindet sich noch heute in der Palastkapelle Santa Àgata, direkt neben dem Palau Reial Major in Barcelona. In der Kathedrale von Barcelona wird sein Schwert aufbewahrt, das als eines der schönsten der Welt gilt. Die Schönheit des Schwertes von Barcelona liegt in der Originalität seiner Form begründet, sowohl in dem ziselierten Eisengriff als auch in der Klinge, in einem Goldton, der es vollständig bedeckt, in seinen Proportionen und in den Qualitäten des Materials. Auf der Klinge ist sein Motto  Paine pour joien (Durch Leiden Freude) eingraviert.
Am 28. Februar 1465 wurden Peter und seine Anhänger in der Schlacht von Calaf geschlagen. Diese kriegerische Auseinandersetzung, auch Schlacht von Prats de Rei genannt, war die erste Schlacht, die der spätere König Ferdinand II. im Alter von nicht einmal 13 Jahren als Heerführer befehligte.
Anfang 1466 warb Peter um die Hand von Margareta von York, der Schwester des Königs Eduard IV. von England. Doch starb er unerwartet am 30. Juni 1466 in der katalanischen Stadt Granollers, ohne Kinder zu hinterlassen. Vielleicht war er einer Vergiftung zum Opfer gefallen. Er hatte sich noch mitten im Krieg gegen Johann II. befunden und seine Position bis zu seinem plötzlichen Tod nicht festigen können.
Nach seinem Tod trugen die Katalanen die Krone René von Anjou an. Als Peters Testamentsvollstrecker verwaltete Diogo de Azambuja seinen Nachlass. Sein Grabmal befindet sich in der Basilika Santa María del Mar in der Altstadt von Barcelona.

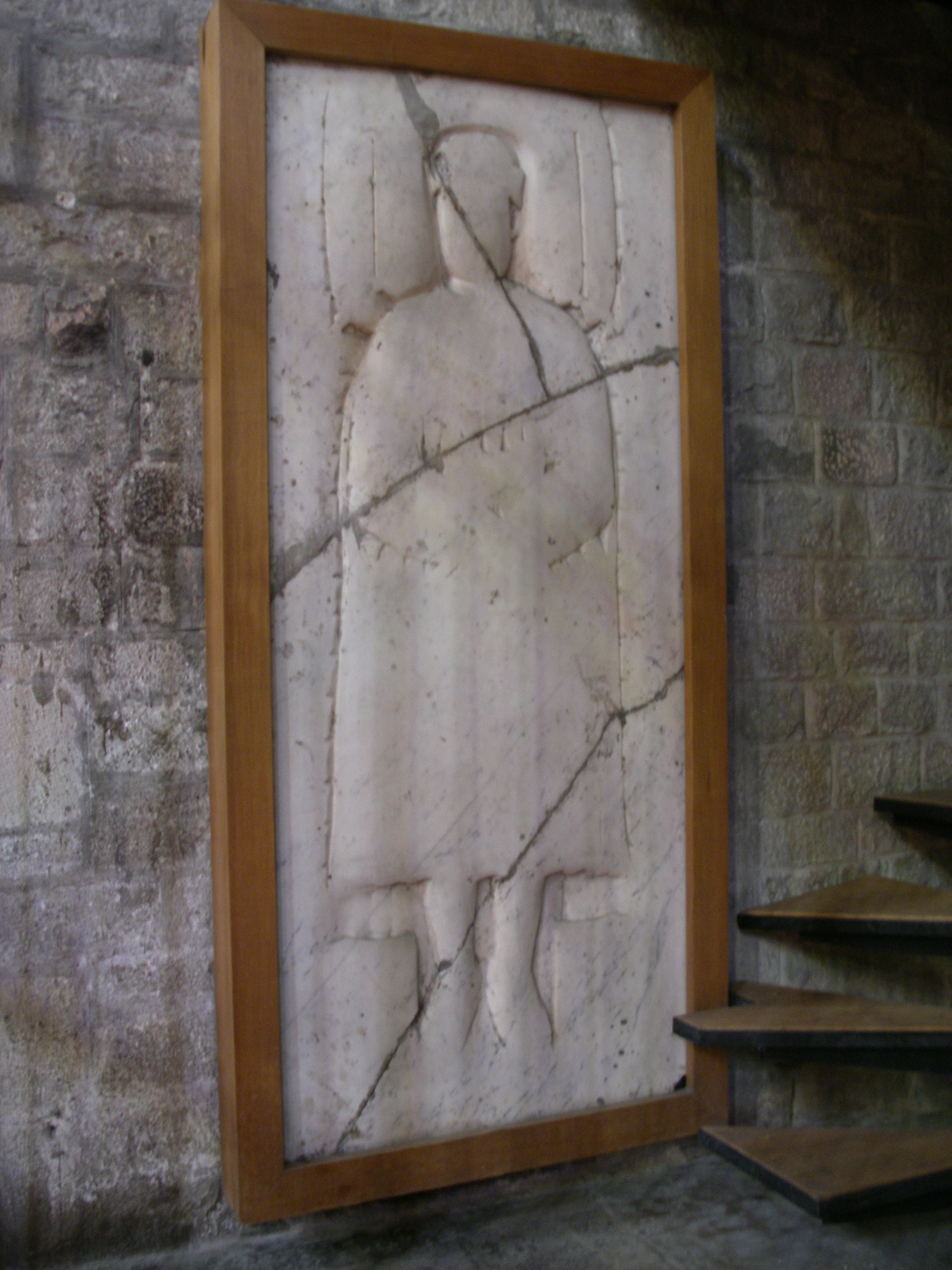
Peters Grabmal in der Basilika Santa Maria del Mar in der Altstadt von Barcelona, Katalonien.